# Cuisine irlandaise
La cuisine irlandaise  englobe les styles de cuisine, les traditions et les recettes associés à l'île d'Irlande.
Elle s'est développée depuis l'Antiquité à travers des siècles de changements sociaux et politiques et le mélange de différentes cultures, principalement celles de la Grande-Bretagne voisine et d'autres régions européennes. 
Elle est basée sur les cultures et les animaux élevés dans son climat tempéré et sur l'abondance de poissons et de fruits de mer frais provenant des eaux environnantes de l'océan Atlantique.
La conquête de l'Irlande par les Tudor à la fin du XVIe siècle et au début du XVIIe siècle a considérablement influencé la cuisine irlandaise, en y introduisant un nouveau système agroalimentaire basé sur une agriculture intensive à base de céréales et en consacrant de vastes étendues de terres à leur production. L'apparition d'un marché commercial des céréales et de la viande a modifié le régime alimentaire de la population irlandaise en réorientant les produits traditionnellement consommés (comme le bœuf) vers des cultures destinées à la vente. Par conséquent, la pomme de terre a été largement adoptée au xviiie siècle et est devenue la principale culture que la classe ouvrière irlandaise (qui formait la majorité de la population) pouvait s'offrir.
Au XXIe siècle, la cuisine irlandaise traditionnelle a été remise au goût du jour, avec des plats comme l'irish stew, le chou au bacon, le boxty, le brown bread (comme on l'appelle dans le sud) ou le soda bread (surtout utilisé en Ulster), le coddle et le colcannon.

## Historique
De très nombreux plats intègrent dans leur recette la pomme de terre. Le colcannon est un plat fait avec de la pomme de terre, de l’ail nouveau et du chou. Le champ est une combinaison de purée de pommes de terre, d’œuf et d'oignons nouveaux. Le cottage pie est constitué d'une tourte à la viande avec une croûte de purée de pommes de terre.
Parmi les nombreux exemples de plats irlandais simples on trouve l’Irish stew (ragoût irlandais), les bangers and mash (pommes de terre écrasées et saucisses), le Boxty et le bacon au chou (bouillis ensemble dans de l’eau). Un autre plat est plus spécialement représentatif de Dublin : le coddle (la marmite dublinoise).
L’Irlande est célèbre pour son petit déjeuner traditionnel dont la recette reste immuable même si des variantes régionales existent.
Les poissons et fruits de mer n’ont jamais fait partie des menus irlandais, même si, et c’est donc un paradoxe, l’Irlande est une île. La tendance est néanmoins en train de s’inverser. Les fruits de mer sont en train de se faire une place sur les tables irlandaises (spécialement les crevettes de la baie de Dublin et les huîtres de Galway). Les Irlandais ne consomment que très peu de variétés de poissons, le saumon et le cabillaud se partagent les faveurs des irlandais.
Au XXe siècle l’Irlande a petit à petit adopté une cuisine dite occidentale. Les fast-foods d’origine américaine d’une part et les principaux plats de l’Europe continentale ou du reste du monde d’autre part ont envahi les tables irlandaises. Comme dans les autres pays européens les cuisines « exotiques » à emporter se sont développées très rapidement. 
Les fast-foods ont proliféré, augmentant d’autant les problèmes de santé publique comme l’obésité ou les maladies du cœur dont les Irlandais ont un des plus hauts taux du monde. Mais pour ces dernières, la cuisine traditionnelle est aussi à blâmer en raison d’un usage immodéré de charcuterie et de beurre.
Parallèlement à cette tendance, le dernier quart du XXe siècle a vu l’émergence d’une nouvelle cuisine irlandaise basée sur l’usage d’ingrédients traditionnels mais utilisés différemment. Cette cuisine utilise  des légumes frais, du poisson (essentiellement du saumon et de la truite), des huîtres et d’autres fruits de mer, et le soda bread. Elle remet aussi au goût du jour tout une série de fromages locaux et n’oublie pas bien sûr la pomme de terre.

## Petit déjeuner

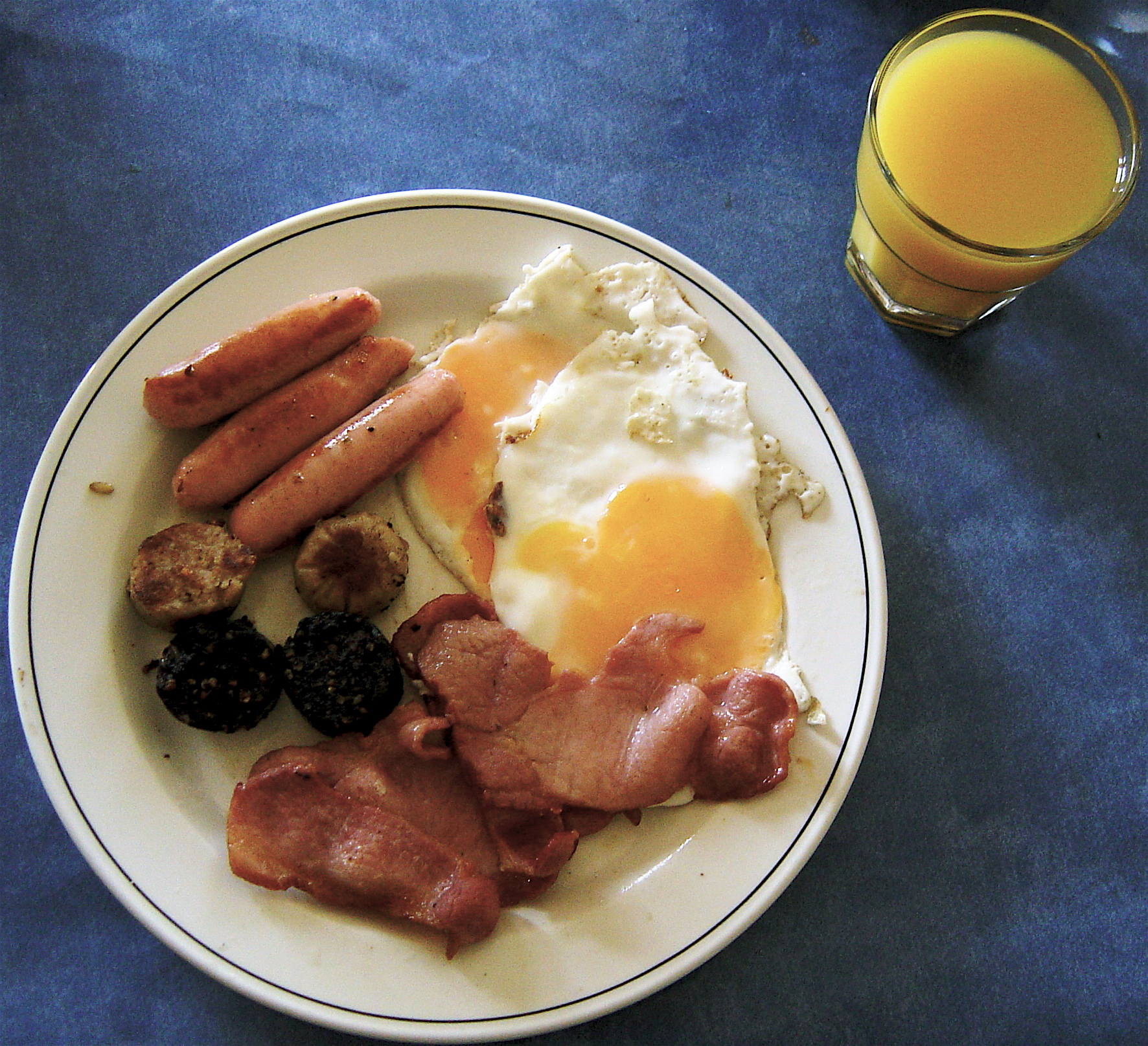
Petit déjeuner irlandais : œufs, saucisses, bacon, boudin noir et boudin blanc, jus d'orange.

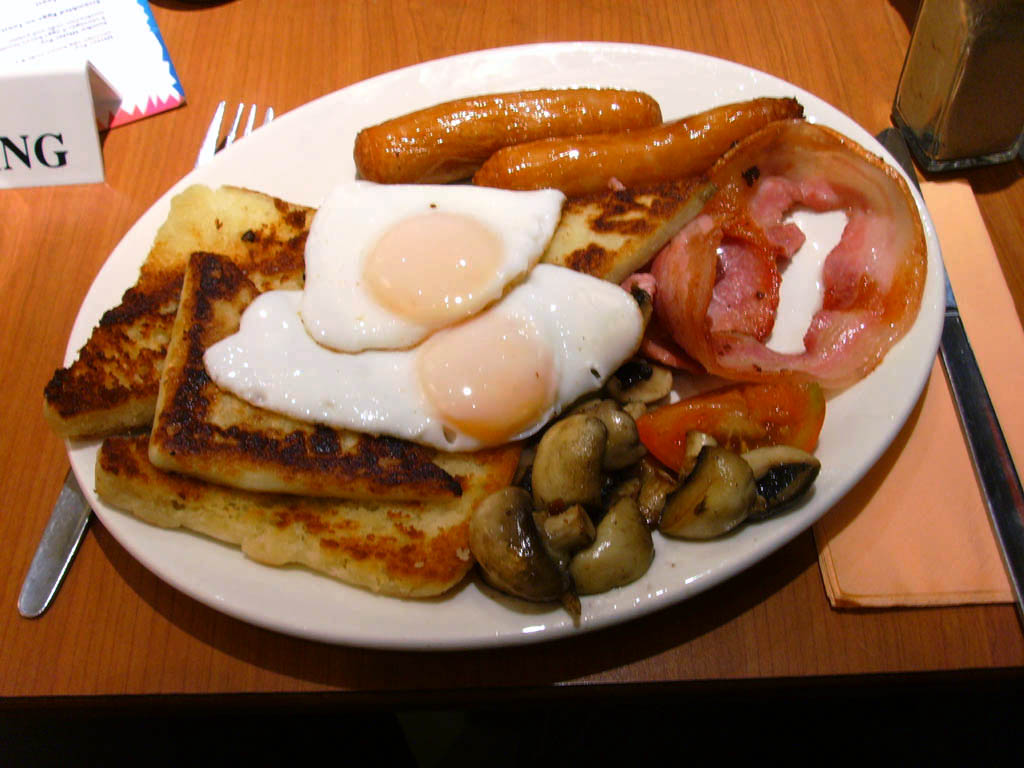
Ulster fry.

Variante du Full breakfast, il inclut du soda bread, des pommes de terre frites, le boudin blanc et du boxty.
Le « breakfast roll », composé d'éléments du petit-déjeuner complet servis dans du pain, est devenu populaire en Irlande car il peut être facilement consommé sur le chemin de l'école ou du travail. Il est vendu dans de nombreuses stations-service et épiceries de quartier.
En Ulster, l’Ulster fry est populaire dans la majeure partie de la province, pour le petit-déjeuner, mais aussi tout au long de la journée. Elle est généralement composée de soda bread et de pain de pommes de terre.

## Épices et condiments
La cuisine irlandaise utilise principalement des feuilles de laurier, du poivre noir, des graines de carvi, de la ciboulette, de l'aneth, du raifort, des graines de moutarde, du persil, de l’ail sauvage, du romarin, de la sauge et du thym.

## Plats traditionnels

### Pains

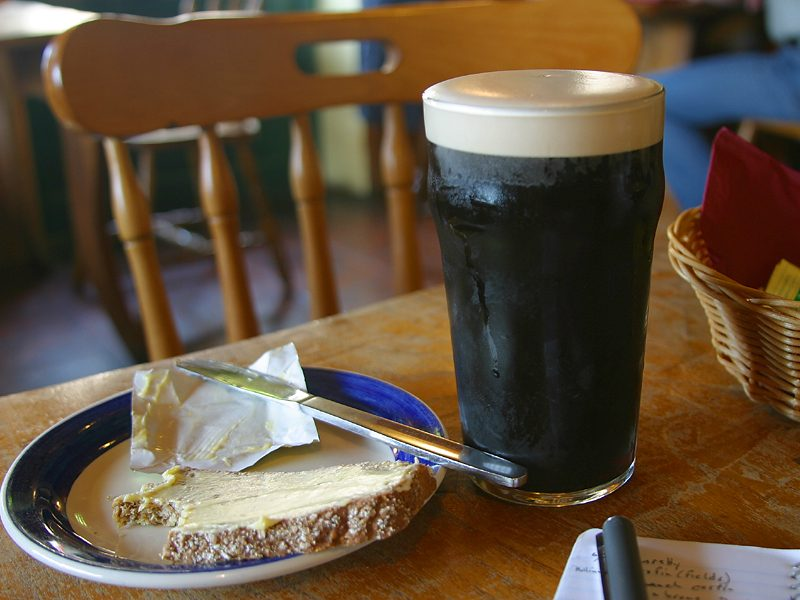
Une pinte de bière stout et du pain au lait.

Spécialité surtout de l'Irlande du Nord, le soda farl est un pain au lait fait avec de la levure chimique, coupé en quatre et poêlé. Il y a aussi les potato farls, petits pains faits avec des pommes de terre.
Lors des fêtes d’Halloween, le barmbrack, agrémenté de raisins secs noirs et blancs, est habituellement consommé.
D’autres pains traditionnels sont consommées dans certains régions : le blaa, le goody, l’oatcake, le pain de pommes de terre ou le veda bread (populaire en Ulster).

### Viandes

#### Plats à base de porc
- black pudding et white pudding
- crubeens – pieds de porc
- skirts and kidneys – ragoût

### Fromages

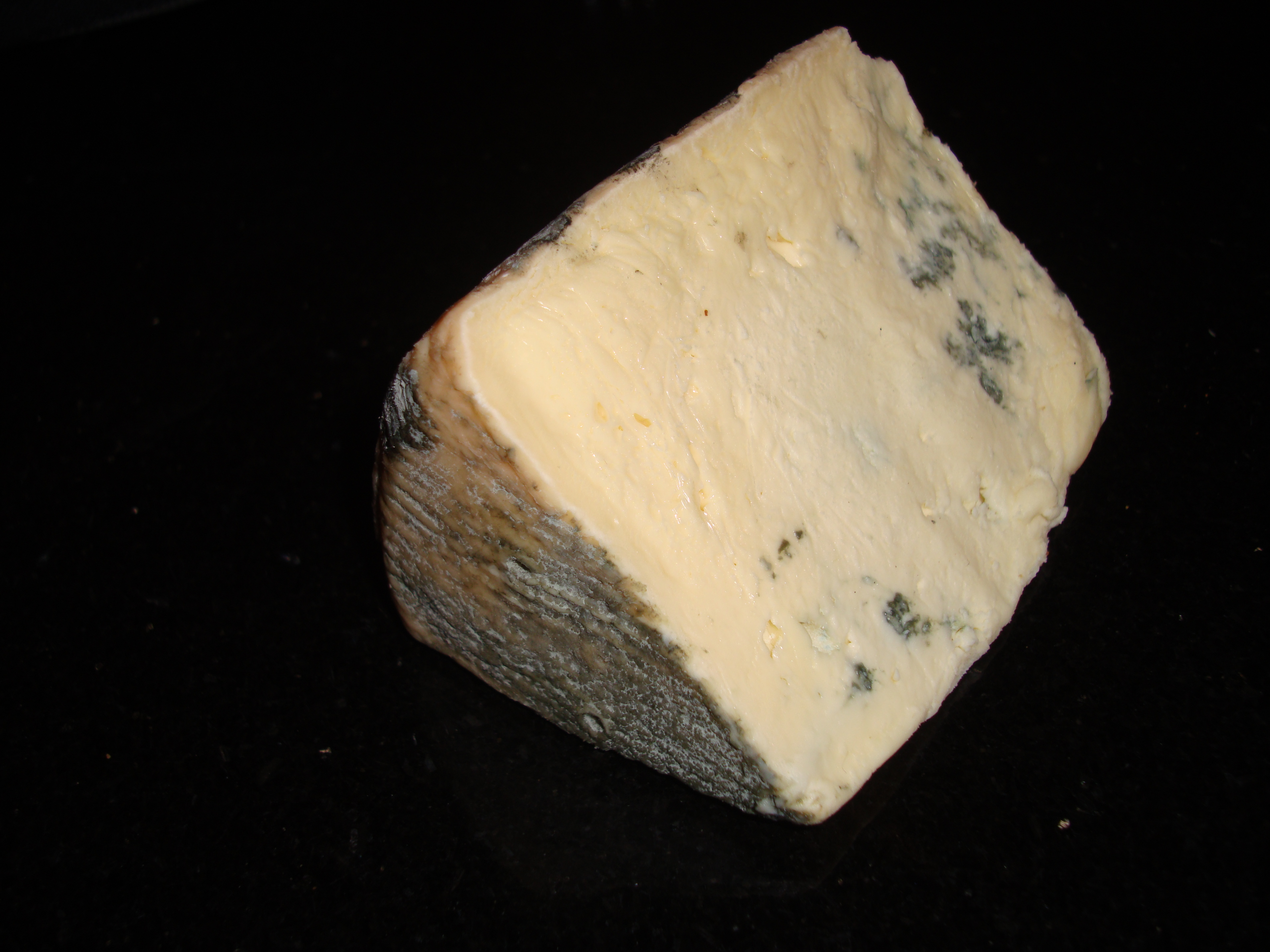
Un morceau de Cashel Blue.

- l'Ardrahan
- le Cashel Blue
- le Dubliner
- le Durrus

## Boissons
- les Whiskeys
- Les bières
  - Guinness
  - Beamish
  - Murphy's
  - Smithwick's
  - Harp
  - Kilkenny
- L'Irish coffee